# Fjärde potens
Den fjärde potensen, eller Tesserakttal, tidigare även bikvadraten, av ett tal z är inom aritmetiken och algebran produkten av en multiplikation med fyra likadana faktorer, alltså:
z4 = z × z × z × z
Fjärde potenser bildas också genom att multiplicera ett tal med dess kub. Fjärde potenser är också kvadrater av kvadrater.
De första heltalen med fjärde potenser är:
0, 1, 16, 81, 256, 625, 1296, 2401, 4096, 6561, 10000, 14641, 20736, 28561, 38416, 50625, 65536, 83521, 104976, 130321, 160000, 194481, 234256, 279841, 331776, 390625, 456976, 531441, 614656, 707281, 810000, 923521, 1048576, 1185921 … (talföljd A000583 i OEIS)
De två sista siffrorna i ett sådant tal är begränsade till tolv möjligheter:
00, 01, 16, 21, 25, 36, 41, 56, 61, 76, 81, 96
Varje positivt heltal kan uttryckas som summan av högst 19 fjärde potenser, varje tillräckligt stort heltal kan uttryckas som summan av högst 16 fjärde potenser (se Warings problem.)
Euler förmodade att en fjärde potens inte kan skrivas som summan av tre mindre fjärde potenser, men 200 år senare motbevisades det med:
958004 + 2175194 + 4145604 = 4224814.

## Ekvationer
Ekvationer med en fjärde gradpolynom på en sida av ekvationen har visat sig vara i högsta gradpolynom lösbart utifrån radikaler. Ett annat sätt är att hitta två faktorer till polynomet och dela det ursprungliga polynomet med dem. Detta leder till en kvadratisk ekvation som lätt kan lösas genom antingen kvadratiska formler, genom att fylla kvadraten med radikaler eller genom faktorisering tillbaka i två binomer.